# Безводовка (село, Ульяновська область)
Безводовка (рос. Безводовка) — село в Кузоватовському районі Ульяновської області Російської Федерації.
Населення становить 375 осіб. Входить до складу муніципального утворення Безводовське сільське поселення.

## Історія
Від 2004 року входить до складу муніципального утворення Безводовське сільське поселення.

## Населення
| 1913 | 1996 | 2010 |
| ---- | ---- | ---- |
| 996  | ↘600 | ↘375 |